# Protosiphonaceae
Protosiphonaceae, porodica zelenih algi, dio reda Chlamydomonadales. Ime je dobila po rodu Protosiphon. Pripada joj četiri terestrijalne vrste unutar tri roda.

## Rodovi
1. Protosiphon Klebs, 2
2. Spongiosarcinopsis A.Temraleeva, S.Moskalenko, E.Mincheva, Y.Bukin & M.Sinetova, 1
3. Urnella Playfair, 1

## Vanjske poveznice
|  | Zajednički poslužitelj ima još gradiva o temi Protosiphonaceae |
|  | Wikivrste imaju podatke o taksonu Protosiphonaceae             |